# 卢文伟
卢文伟（482年—541年），字休族，范阳郡涿县（今河北省涿州市）人，出自范阳卢氏南祖，后燕征北大将军、幽州刺史卢溥玄孙，北魏议郎卢敞之子，北魏、东魏官员。

## 生平
卢文伟出自北州冠族范阳卢氏，父亲卢敞是北魏议郎，过继给卢敞的伯父卢假，后来因为卢文伟的功勋，被追赠幽州刺史。卢文伟年幼时成为孤儿，有志向，读了很多经史书籍，笃爱结交朋友，从小就为同乡所敬重，幽州举荐他做主簿。卢文伟虚龄三十八岁时才被推举为秀才，出任幽州平北府长流参军，劝说幽州刺史裴延隽按照水流的故道修筑督亢陂，灌溉田地一万多顷，百姓从中受益，裴延隽将大部分的功劳都归于卢文伟。卢文伟既善于经营管理修筑事业，同时也发展了私人的力量，他家中平素贫困俭朴，因此而致富。
孝昌年间，魏孝明帝元诩诏令卢文伟兼任尚书郎中，当时行台常景上表请求将卢文伟留下担任行台郎中。到北魏北方将要混乱时，卢文伟在范阳城囤积稻谷，当时经历了歉收的荒年，他给予百姓很多救济赡养，更加受到同乡百姓的归附。不久卢文伟被杜洛周俘虏，杜洛周失败后，卢文伟又进入葛荣军中，葛荣失败后，卢文伟返回家中。当时韩楼占据蓟城，卢文伟率领同乡百姓坚守范阳，与韩楼抗衡，北魏朝廷于是以卢文伟代理范阳郡太守。卢文伟防守范阳两年，与士卒同甘苦，分散家财救济贫困，没有人不感动喜悦的。尔朱荣派遣将领侯渊讨伐韩楼，平定后，卢文伟因为功劳被封大夏县男，食邑二百户，出任范阳郡太守，侯渊将卢文伟留在范阳镇守。尔朱荣被诛杀后，卢文伟知道侯渊难以相信，诱骗侯渊出去打猎，关上城门不让他回来。侯渊失去了根据地，便奔赴中山。
魏孝庄帝元子攸死后，卢文伟与幽州刺史刘灵助共同谋划起兵，刘灵助发兵攻克了瀛州，将卢文伟留在瀛州管理州中事务，自己带兵赶赴定州，被尔朱荣的部下侯渊打败。卢文伟放弃瀛州，跑回范阳郡，仍然与高兄弟互相支援。高欢到信都时，卢文伟派儿子卢怀道奉送书信陈述诚意，高欢高兴的接纳了。中兴初年，卢文伟出任安东将军、安州刺史，当时安州还没归附，卢文伟仍做主帅，代理幽州刺史，加镇军将军，正式出任幽州刺史。当时安州刺史卢曹也曾跟随刘灵助起兵，刘灵助失败后占据幽州归降尔朱兆，尔朱兆仍然以卢曹担任幽州刺史，卢曹占据城池，卢文伟攻城不下，就以郡所为州府。太昌初年，卢文伟转任安州刺史，屡次加官散骑常侍。天平末年，高欢以卢文伟代理东雍州刺史，后又代理青州刺史。兴和年间，卢文伟官至骠骑大将军、青州刺史、大夏县开国男。
卢文伟生性轻视财富，喜爱宾客，善于抚慰待人，好施小恩惠，因此无论在哪都很得人心，虽然也收受贿赂，官吏和百姓不觉得很苦，经营所得的资产经常不够用，聚集得来的财产，迎合宠贵伺候要人，宴请赠送不绝。兴和三年（541年），卢文伟在青州去世，虚岁六十，朝廷赠予使持节、侍中、都督定瀛殷三州军事、司徒、尚书左仆射、定州刺史，谥号孝威。

## 家族

### 高祖
- 卢溥，后燕征北大将军、幽州刺史

### 父亲
- 卢敞，北魏议郎，赠幽州刺史

### 堂兄弟
- 卢洪，北魏高阳王元雍镇北府谘议参军、幽州中正、乐陵阳平二郡太守
- 卢光宗，北魏尚书郎
- 卢附伯，北魏沧州平东府长史
- 卢侍伯，东魏卫大将军、南岐州刺史

### 儿子
- 卢恭道，东魏龙骧将军、范阳郡太守
- 卢怀道，东魏乌苏镇城都督
- 卢宗道，东魏代理南营州刺史

## 延伸阅读
[在维基数据编辑]
 《北齊書/卷22》，出自李百药《北齊書》